# Mark Guiliana
Mark Guiliana est un batteur de jazz américain né à Florham Park dans l'État du New Jersey en 1980.

## Biographie
Mark Guiliana nait en 1980 à Florham Park.
S'il s'intéresse à la musique enfant, il ne prend ses premiers cours de batterie qu'à 15 ans avec le batteur Joe Bergamini (en),. Au lycée, il joue dans des big band, des groupes de rock ou de funk… Il étudie le jazz à la William Paterson University (en), d'où il est diplômé en 2003.
Il rejoint alors le groupe d'Avishai Cohen, auprès de qui il enregistre six albums. Il joue également avec Meshell Ndegeocello, Dhafer Youssef, Matisyahu, Gretchen Parlato ou Bobby McFerrin.
En parallèle, il fonde le trio d'« experimental-garage-jazz » Heernt, qui publie Locked in a Basement en 2006.

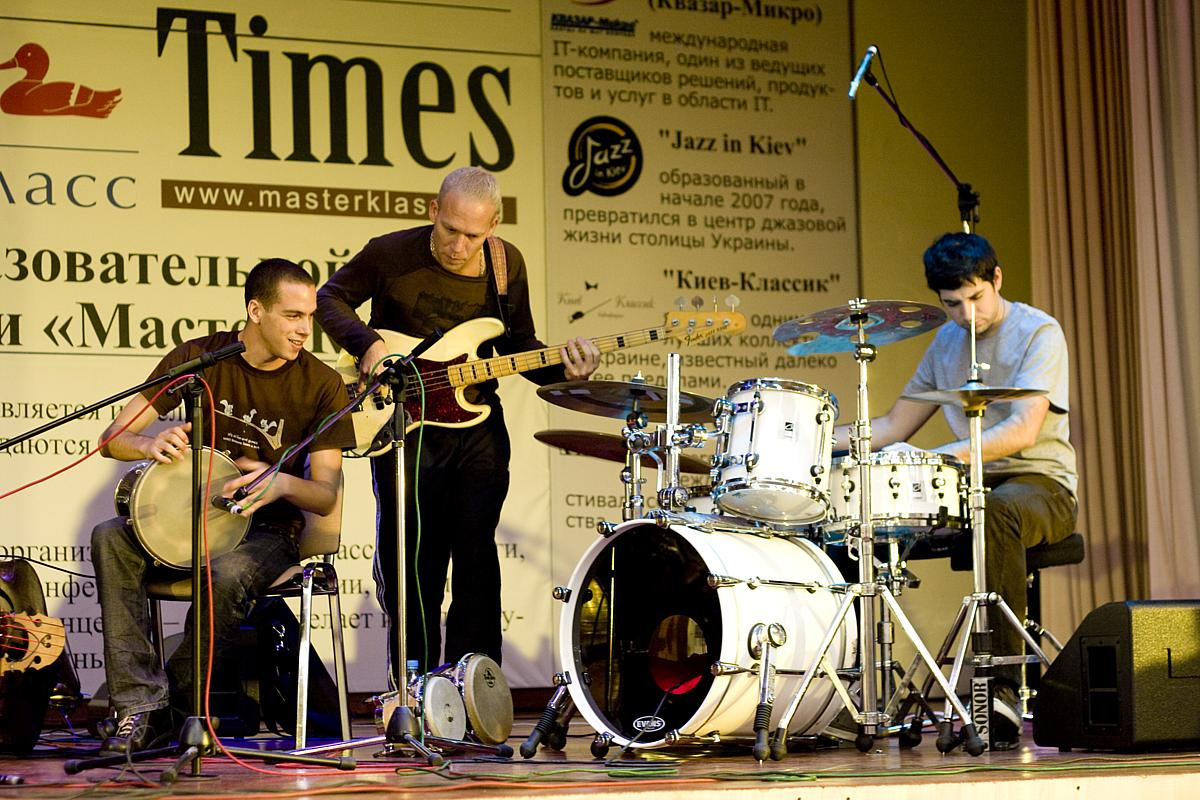
Itamar Doari, Avishai Cohen et Mark Guiliana en 2008 à Kiev.

En 2012 il crée son groupe Beat Music!, qui publie son premier EP la même année.
En 2013 sort A Form of Truth, coproduit par Meshell Ndegeocello, qui mélange jazz, dub, funk, glitch, hip-hop ou encore rock.
La même année, il commence à se produire en duo avec Brad Mehldau, de dix ans son aîné, sous le nom de Mehliana. Leur premier album avec Mehldau aux claviers électroniques et Guiliana à la batterie et à l'électronique, Mehliana: Taming the Dragon est publié en février 2014 chez Nonesuch Records.
Après avoir joué avec Dave Douglas et Donny McCaslin, il publie Family First en 2015.
En 2016, il retrouve McCaslin pour jouer sur Blackstar, le dernier album de David Bowie. Il joue également en trio avec John Scofield et Brad Mehldau.
En 2017 il publie Jersey avec le saxophoniste Jason Rigby, le pianiste Fabian Almazan et le bassiste Chris Morrissey. Avec Family First, c'est un disque qui présente la face acoustique de sa musique, alors que ses autres albums sont plus électroniques,. Le titre fait référence à l'État dans lequel il a grandi.
Beat Music! Beat Music! Beat Music! (en), aux sonorités électro, paru en 2019, est nommé au Grammy Award du meilleur album instrumental contemporain,.
En 2020, il est artiste en résidence du New York Winter Jazzfest.
Pendant la pandémie de Covid-19, il donne des cours de batterie en ligne, et assure ses revenus grâce à la plateforme Patreon.
Paru en 2022, The Sound of listening est son premier album chez Edition Records. Il est inspiré par le livre Les bienfaits du silence du moine bouddhiste Thích Nhất Hạnh. Il sort l'année suivante Mischief, issu des sessions de l'album précédent.
L'album MARK sort en juillet 2024. Mark Guiliana y joue de tous les instruments, composant une sorte d'orchestre avec batterie, cymbales, percussions, piano, vibraphone, marimba, célesta, harmonium, mellotron, synthétiseurs… Il en résulte une musique expérimentale et accessible, passant de séquences polyrythmiques à des ritournelles oscillant entre pop et ambient.

### Vie privée
Il s'est installé à Los Angeles peu avant la pandémie de Covid-19.
Il est l'époux de Gretchen Parlato, avec laquelle il a eu un fils, Marley.

## Style
Mark Guiliana est considéré comme un des plus grands batteurs de sa génération, grâce à « sa sophistication rythmique, son élan créatif et un son très personnel, dans le jazz, le rock et la musique électronique ».
Très précis dans son jeu, il fait preuve d'« un recours minimal aux cymbales. Celles-ci sont la source du drive pendant qu’il cherche d’autres timbres, essentiellement sur ses fûts et sa caisse claire. Il n’est pas un frappeur, mais bien un mélodiste dont les « couleurs de peaux » sont de toute beauté ».
Il a développé le système D.R.O.P, Dynamic, Rate, Orchestration and Phrasing (« dynamique, cadence, orchestration et phrasé »), notamment pour improviser à la batterie,.

## Récompenses
- 2017 : meilleur batteur de jazz, Modern Drummer Readers Poll[17]
- 2018 : prix du meilleur batteur de jazz moderne[17][précision nécessaire]

## Discographie

### En tant que leader
- 2012 : Beat Music (Rockwood Musichall Recordings)
- 2013 : Mark Guiliana, aussi connu sous le titre A Form of Truth (autoproduit)
- 2014 : My Life Starts Now (Beat Music Productions)
- 2014 : Beat Music: The Los Angeles Improvisations (autoproduit)
- 2015 : Family First, Mark Guiliana Jazz Quartet (Beat Music Productions)
- 2015 : Family First : the alternate takes, Mark Guiliana Jazz Quartet (Beat Music Productions)
- 2017 : Jersey, Mark Guiliana Jazz Quartet (Motéma)

- Coup de cœur Jazz et Blues 2017 de l'Académie Charles-Cros proposé lors de l’émission Open Jazz d’Alex Dutilh sur France Musique
- 2019 : Beat Music! Beat Music! Beat Music! (en) (Motéma)
- 2022 : The Sound of listening (Edition Records)
- 2023 : Mischief (Edition Records)
- 2024 : MARK (Edition Records)

### En tant que coleader
- 2006 : Locked in a Basement, avec Heernt
- 2011 : Mob of Unruly Angels, avec Mike Severson (EP autoproduit)
- 2014 : Taming the Dragon, avec Brad Mehldau (Nonesuch)

### En tant que sideman
Avec Avishai Cohen
- 2003 : Lyla
- 2004 : At Home
- 2006 : Continuo
- 2003 : As is… Live at the Blue Note
- 2007 : Gently Disturbed
- 2008 : Sha'ot Regishot

Avec Heernt
- 2006 : Locked in a Basement

Avec Jason Lindner
- 2009 : Now vs Now

Avec Sean Wayland
- 2009 : Live at 55 bar dec 2009

Avec Dhafer Youssef Quartet
- 2010 : Abu Nawas Rhapsody

Avec Aaron Dugan
- 2010 : Theory of Everything

Avec Phronesis
- 2010 : Alive

Avec Donny McCaslin
- 2012 : Casting For Gravity
- 2015 : Fast Future
- 2016 : Beyond Now

Avec Lionel Loueke
- 2012 : Heritage

Avec Gretchen Parlato
- 2013 : Live in NYC

Avec Now Vs Now
- 2013 : Earth Analog

Avec Matisyahu
- 2014 : Akeda

Avec Dave Douglas
- 2016 : High Risk
- 2016 : Dark Territory

Avec David Bowie
- 2014 : Nothing Has Changed (sur Sue (Or in a Season of Crime))
- 2016 : Blackstar

Avec Brad Mehldau
- 2019 : Finding Gabriel
- 2022 : Jacob's Ladder (en)

## Publication
- (en) Mark Guiliana, Exploring your creativity on the drumset, Hudson music, 88 p. (ISBN 9781495076404, présentation en ligne).